# 荒川区立第三峡田小学校
荒川区立第三峡田小学校（あらかわくりつだいさんはけたしょうがっこう）は、東京都荒川区荒川1丁目にある公立小学校。

## 沿革
- 1919年（大正8年）9月13日 - 東京府北豊島郡三河島村第三峡田尋常小学校として開校。この時点では、1学年と2学年のみだった。
- 1924年（大正14年）3月24日 - 第1回卒業式挙行。
- 1947年（昭和22年）4月1日 - 学制改革により、東京都荒川区立第三峡田小学校と改称。
- 1958年（昭和33年）9月13日 - 創立40周年記念式典挙行し、現在の校歌ができ、発表する。
- 1964年（昭和39年）
  - 10月29日 - 学校給食優良校として文部大臣賞を受彰する。
  - 11月15日 - 創立45周年と文部大臣受彰記念の両式典挙行。
- 1965年（昭和40年）8月30日 - プール竣工式挙行。
- 1969年（昭和44年）11月13日 - 創立50周年記念式典挙行、現在の校旗ができ、発表する。
- 1975年（昭和50年）
  - 4月1日 - 難聴・言語障害学級、きこえとことばの教室開級。
  - 11月28日 - 現校舎落成記念式挙行。
- 1989年（平成元年）9月14日 - ランチルーム完成。
- 1996年（平成8年）3月1日 - ミニ備蓄倉庫完成。
- 1999年（平成11年）
  - 3月15日 - コンピュータ室完成。
  - 10月16日 - 創立80周年記念式典挙行。
- 2000年（平成12年）8月24日 - 三峡の小道改修。
- 2001年（平成13年）5月22日 - インターネット接続。
- 2004年（平成16年）
  - 5月18日 - コンピュータ室のコンピュータ機器を更新。
  - 10月5日 - 開校85周年記念集会開催。
- 2005年（平成17年） - 学童クラブ新設。
- 2008年（平成20年）
  - 1月 - この月から3月まで、屋上防水工事。
  - 5月 - プールサイド塗装工事。
- 2009年（平成21年）5月 - コンピュータ室のコンピュータ機器更新。
- 2009年（平成21年）
  - 7月20日 - この日から8月まで、校庭改修。
  - 10月31日 - 創立90周年記念式典挙行。
- 2019年（令和元年）
  - 9月 - 創立100周年記念集会開催。
  - 11月 - 創立100周年式典挙行し、祝賀会開催。

## 教育目標
- 「元気な子供 元気な学校」

## 通学区域
出典
- 荒川1丁目（1番・2番・32番・33番・40番～58番）
- 荒川3丁目（1番～6番・11番・12番・20番・21番）
- 東日暮里1丁目（9番～25番・31番～35番）
- 東日暮里2丁目（1番・2番・17番～24番・39番～44番）
- 東日暮里3丁目（1番・4番）

## 進学先中学校
出典
公立中学校に進学する場合
- 荒川区立第一中学校

## 学校周辺
荒川区の中心部に位置する。
- 中央医療技術専門学校 - 敷地が隣接
- サンバール通り（荒川区道）
- 東京都道306号王子千住夢の島線
- 荒川区立峡田児童遊園
- トヨタモビリティ東京荒川店
- 東京電力パワーグリッド三河島変電所
- 荒川区立高齢者センター
- 都営荒川一丁目アパート
  - 荒川区役所荒川心身障害者福祉作業所
  - なお、学校周辺には、上述の「都営荒川一丁目アパート」以外の民営のマンション・アパートも点在する。
- 荒川区環境学習センター（荒川エコセンター）
- 東京都電荒川線
- 荒川区民会館（サンバール荒川）
- 荒川区立第一中学校
- 荒川区立第六瑞光小学校
- 荒川区役所
- 警視庁荒川警察署
- 東京消防庁荒川消防署
- 荒川郵便局
- JR東日本常磐線 - ただし、学校付近に駅は無い。
- このほか、学校周辺には、中小規模の工場も点在する。

## アクセス
- 都電荒川線荒川区役所前停留場より、校舎北側の門まで、
  - 荒川車庫前・王子駅前・大塚駅前・早稲田方面行のりばから、徒歩約295m・約5分。
  - 三ノ輪橋行のりばから、徒歩約300m・約5分。
- 東京メトロ日比谷線三ノ輪駅（出口2）から、学校正門まで、徒歩約685m・約11分。
- 都営バス「里22」・「草63」・「草64」の各系統で、「荒川区役所前」停留所より、校舎北側の門まで、
  - 亀戸駅前・浅草方面行のりばから、徒歩約300m・約5分。
  - 日暮里駅前・池袋駅東口方面行のりばから、徒歩約250m・約4分。